# Aghet – Ein Völkermord
Aghet – Ein Völkermord es una película documental de Eric Friedler sobre el genocidio armenio, iniciado y llevado a cabo durante la Primera Guerra Mundial por el Comité para la Unidad y el Progreso en el Imperio Otomano, que gobernó entre 1908 y 1918. El genocidio, reconocido por la Convención de las Naciones Unidas sobre el Genocidio, todavía hoy se niega oficialmente en Turquía. Los ciudadanos turcos, como el premio Nobel Orhan Pamuk, que trabajan para lograr el reconocimiento histórico del genocidio todavía se enfrentan a una multa o pena de prisión en virtud del artículo 301 del Código Penal turco. La película arroja luz sobre los antecedentes y los motivos para ocultar hechos históricos y traza el curso del genocidio basándose en numerosas fuentes históricas. La documentación se creó en 2009 después de una extensa investigación que duró varios años. Fue producida por Katharina y Markus Trebitsch, los hijos de Gyula Trebitsch, para Norddeutscher Rundfunk (NDR). Según la presentación de NDR, la película intenta capturar parte de la historia temprana del siglo XX “para arrebatar todo lo sucedido del reino de los muertos”.

## Trama
La película se basa en citas de testigos contemporáneos, que son recitadas por actores en forma dramática. Al principio de la película se informa del asesinato de Hrant Dink. Como periodista, Dink hizo campaña para que el Estado turco reconociera el genocidio armenio. La marcha de protesta de los turcos contra el asesinato se contrasta luego con diversas declaraciones de portavoces del gobierno.
Sobre esta base se plantea la pregunta: ¿Qué pasó en 1915 después del 24 abril y por qué pudo pasar esto? 
Diplomáticos estadounidenses y alemanes, directores de orfanatos, oficiales militares alemanes, supervivientes de la catástrofe y otros testigos contemporáneos dan su opinión en una presentación escénica. Los actores citan los informes y testimonios investigados e investigados del Archivo Político del Ministerio de Relaciones Exteriores, el Archivo Lepsius, la Biblioteca del Congreso, el Archivo Nacional y otros archivos. Los actores le „dan a los testigos contemporáneos muertos hace mucho tiempo voces de una opresiva autenticidad“ según la productora NDR.  Se traza el desarrollo histórico de las guerras de los Balcanes y la creación de una monarquía constitucional por parte de los Jóvenes Turcos con el sultán Abdülhamid II, derrocado en 1909, y su sucesor Mehmed V, así como el triunvirato de Talât Pasha, Enver Pasha y Cemal Pasha. que se estableció a partir de 1913. La fallida batalla de Sarıkamış entre el Imperio Otomano y Rusia en el Cáucaso con 90.000 muertos del lado turco fue justificada por Talat Bajá con la traición de los armenios que sirvieron en ambos ejércitos. En abril de 1915, con el arresto de 235 intelectuales armenios, incluidos 40 médicos y 10 abogados de Constantinopla, comenzó una expulsión masiva provocada por la agitación política interna de Turquía. El objetivo de los Jóvenes Turcos (nacionalistas) era un imperio libre de cristianos. La supuesta seguridad de la región fronteriza se convirtió en una deportación masiva de todas las provincias en las que vivían armenios. Los documentos contemporáneos citados muestran cómo las masacres y las marchas de la muerte se desarrollaron a través de la estepa mesopotámica hasta el desierto sirio, que entonces formaba parte del Imperio Otomano.
De esta forma escénica se presentan las declaraciones documentadas de destacados representantes del Imperio Otomano, diplomáticos estadounidenses (entonces neutrales) e informes de militares y diplomáticos alemanes para que el trasfondo sea comprensible. A medida que avanza la película, también se van añadiendo documentos originales de la época, que prueban la crueldad e inhumanidad en el trato a los deportados. También se menciona que los administradores de distrito y las fuerzas policiales turcas resistieron. Después de todo esto, la película demuestra que el objetivo de los líderes de los Jóvenes Turcos era destruir a los armenios como pueblo. Los informes de los ayudantes de refugiados, de las hermanas misioneras y de los periodistas, así como de los jefes de las estaciones misioneras, dan testimonio de estos procesos.
En relación con los acontecimientos históricos y la impotencia de las organizaciones caritativas ante la deportación, también se destaca el desinterés de los alemanes por una posible intervención de su parte. En este momento, Turquía era un aliado del Imperio Alemán. Durante la visita del emperador alemán no hubo ninguna intervención contra la expulsión y el exterminio de los armenios. Los responsables de la destrucción masiva se exiliaron después de que Kemal Ataturk llegó al poder en Turquía. Cuando el principal responsable, Talât Bajá, fue asesinado en Berlín por Soghomon Tehlirian (miembro de una sociedad secreta de armenios supervivientes), el autor no fue molestado y fue absuelto. En la última parte de la película, finalmente se llama la atención sobre Raphael Lemkin, quien, basándose en su experiencia personal, promovió la convención antigenocidio de la ONU de 1948. Se hace referencia también a Adolf Hitler, de quien se dice que legitimó su campaña de exterminio contra los polacos diciendo que el mundo no se opuso al genocidio armenio.
Además, la actitud del actual liderazgo turco bajo Recep Tayyip Erdoğan contrasta una vez más con las opiniones de los políticos occidentales.

El primer ministro turco, Tayyip Erdogan, dice que se deben presentar pruebas. Es como si el genocidio fuera un mito, una fantasía de los armenios, una anécdota utilizada para desearle daño a Turquía..

También muestra cómo los gobiernos europeos y la administración estadounidense deben estar interesados en una buena relación con Turquía a través de intereses económicos y militares y cuán vulnerables son al chantaje. Obama habló de genocidio cuando era senador en 2007, pero como presidente tiene en cuenta la situación geopolítica de Turquía entre Asia, Europa y la región árabe.
La película termina con la afirmación de que los turcos de hoy no tienen ninguna responsabilidad personal por los acontecimientos de aquella época. Sólo es cuestión de reconocer el hecho en ese momento para evitar que los hechos se repitan en un contexto diferente en el futuro.

## Elenco
- Martina Gedeck: Alma Johansson, enfermera misionera sueca en Muş 1913–1919
- Sylvester Groth: Martin Niepage, maestro en el colegio alemán de Aleppo 1915–1917
- Sandra Hüller: Tacy Atkinson, enfermera auxiliar en Harput (des su diario de 1902 a 1917: „The Harpoot Diaries 1908–1917“)
- Burghart Klaußner: Jakob Künzler, diácono suizo y socorrista en catástrofes en Urfa 1915–1917
- Charlotte Schwab: Karen Jeppe, maestra danesa en Urfa y Aleppo 1903–1935
- Ludwig Trepte: Hambardzoum Sahakian, superviviente del genocidio, nacido en 1908
- Friedrich von Thun: Henry Morgenthau, embajador de Estados Unidos en Constantinopla 1913–1916
- Hannah Herzsprung: Tagouhi Antonian, superviviente del genocidio de Bitlis, nacido en 1900
- Hermann Beyer: Theobald von Bethmann Hollweg, canciller del Imperio Alemán 1909–1917
- Eckehard Hoffmann: Ernst Jakob Christoffel, director de un hogar para ciegos Malatya y Sivas 1916–1919
- Hanns Zischler: Leslie A. Davis, cónsul de Estados Unidos en Harput
- Thomas Heinze: Oscar Heizer, cónsul de Estados Unidos en 1915–1917
- Gottfried John: General Friedrich Kress von Kressenstein, comandante de la 1.ª Fuerza Expedicionaria Turca 1915
- Samuel Finzi: Johannes Lepsius, Teólogo protestante y fundador de la Organización de Ayuda germano-armenia
- Stefan Kurt: Raphael Lemkin, Investigador y abogado sobre genocidio, creador de la Convención de la ONU contra el genocidio
- Peter Lohmeyer: Wilhelm Litten, cónsul en el consulado alemán en Tabriz 1914–1915, testigo presencial de los asesinatos
- Andreas Schmidt: Samuel S. McClure, editor y corresponsal estadounidense
- Joachim Król: Graf Wolff Metternich zur Gracht, embajador alemán en Constantinopla 1915–1916
- Ralph Misske: Johann Mordtmann, cónsul general alemán en Constantinopla 1915–1918
- Thomas Thieme: Walter Rößler, cónsul alemán en Aleppo 1914–1918
- Katharina Schüttler: Beatrice Rohner, enfermera suiza en Aleppo 1915–1917
- Axel Milberg: Harry Stürmer, corresponsal del Kölnischen Zeitung en Turquía 1915–1917
- Ulrich Noethen: Armin T. Wegner, oficial médico alemán en el ejército otomano 1915–1916

## Trasfondo
El punto de partida de la dirección de producción de NDR fue la novela de Franz Werfel Los 40 días de Musa Dagh. También se produjo como reacción en torno al asesinato del periodista armenio-turco Hrant Dink. Según sus propias palabras, los creadores pusieron especial énfasis en una investigación periodística de alta calidad para lograr una representación irrefutable. Los asesores científicos fueron Hermann Goltz de la Universidad Martín Lutero de Halle-Wittenberg. Hans-Lukas Kieser, Otto Luchterhandt, Günter Seufert, Fritz Frey, Volker Zielke y Vartkes Yeghiayan proporcionaron asesoramiento técnico adicional. Después de que el director Claude Lanzmann diera a conocer el término hebreo Shoa en su película, la palabra armenia “Aghet” para "catástrofe" pretende tener el mismo efecto y significado con este título. La intención es resaltar lo que los (dos) “crímenes incomprensibles” tienen en común a través de la relación consciente.
En palabras del director Eric Friedler, el genocidio armenio es el “modelo” de todos los demás genocidios del siglo XX. Dado que a ningún gobierno del mundo le cuesta calificar de genocidio los acontecimientos de Camboya o Ruanda, el motivo de la película fue determinar qué tienen de especial los problemas turco-armenios, que en gran parte del mundo simplemente son “silenciados”. „Ein hochkarätiges Schauspielerensemble verlieh den lange verstorbenen Zeitzeugen des Genozids an den Armeniern wieder eine Stimme. Die Texte sind historischen Dokumenten entnommen“ afirma la productora. 
La película se estrenó el día 7. Se estrenó en abril de 2010 en el cine Babylon de Berlín y es distribuida por Norddeutscher Rundfunk como parte del canal de televisión Das Erste.

## Recepción
La comunidad turca en Alemania escribió una carta de protesta a ARD. El periódico Volksstimme  elogió la película y dijo que era un “documental profundamente conmovedor de 90 minutos que también destaca el papel del Imperio Alemán como aliado. “  El entonces presidente de la ARD, Peter Boudgoust, señaló en una declaración pública después de las críticas de las organizaciones turcas que sus críticas a la presentación no eran en absoluto compartidas por todos los turcos, como lo demostró la manifestación de solidaridad de más de 200.000 personas en Estambul. el asesinato del periodista turco-armenio Hrant Dink en 2007. Los estudios históricos internacionales consideran probado el genocidio armenio. Este genocidio y el Holocausto del pueblo judío llevaron al desarrollo de la Convención para la Prevención y la Sanción del Delito de Genocidio de la Asamblea General de las Naciones Unidas en 1948.
Aghet se exhibió en Estados Unidos y también ha sido vista por miembros del Congreso de los Estados Unidos, la presentación tuvo lugar el 21 de julio de 2010. Muchos parlamentarios se sorprendieron al ver cuántas declaraciones de testigos presenciales describían el asesinato en masa de 1915.

La palabra armenia "Aghet" era hasta entonces desconocida a nivel internacional. El término ahora representa uno de los crímenes más inimaginables de la historia de la humanidad: el genocidio armenio. Éste es uno de los extraordinarios méritos de este documental de Eric Friedler, que ha obtenido reconocimiento en festivales internacionales.[…] La película ahora se proyecta con razón en universidades de fama mundial como Harvard y Cambridge.
Frank Beckmann, director de programas de televisión NDR.

El documental comprometido recoge hechos y se pregunta los motivos de la decidida negación de este crimen. Archivos de todo el mundo exponen los hechos, políticos, artistas y deportistas comentan el primer genocidio del siglo XX y testigos fallecidos hace mucho tiempo tienen voz en escenas de juego minimalistas.
Lexikon des internationalen Films

## Premios
- Deutscher Fernsehpreis (2010)[11]
- Premio Humanitario Armin T. Wegner (2010)[12]
- Premio Grimme 2011 a Eric Friedler[13]
- Medalla Mundial de Oro, Festival de Cine de Nueva York 2011 – Mejor Documental [14]

## Evidencias citadas en la película.
Los siguientes documentos se utilizaron para los papeles de los intérpretes en el documental.
- Tagouhi Antonian (superviviente del genocidio de Bitlis, nacido en 1900): habló como testigo ocular en una entrevista. Sus declaraciones se encuentran en el Museo e Instituto del Genocidio Armenio (AGMI), Ereván y en el Archivo Johannes Lepsius, Halle.
- Tacy Atkinson (enfermera asistente en Harput): Su diario personal se publicó como The Harpoot Diaries 1908-1917. Las declaraciones de Tacy Atkinson se encuentran entre otras: en los Archivos Nacionales, Washington.
- Theobald von Bethmann Hollweg (Canciller del Imperio Alemán, 1909-1917): Su objetivo principal no era enojar a Turquía como aliado en la Primera Guerra Mundial. Las declaraciones de Theobald von Bethmann Hollweg se encuentran en el Archivo Político del Ministerio de Asuntos Exteriores de Berlín.
- Ernst Jakob Christoffel (director de un hogar para ciegos en Malatya y Sivas, 1916-1919): Las declaraciones de Ernst Christoffel se encuentran en el Archivo Político del Ministerio de Asuntos Exteriores de Berlín y en el Archivo Johannes Lepsius de Halle.
- Leslie A. Davis (US-amerikanischer Konsul in Harput): Berichte an seine Regierung, Beobachtung im Buch The Slaughterhouse Province: An American Diplomat's Report on the Armenian Genocide, 1915–1917. Die Aussagen von Leslie A. Davis finden sich u. a. in den National Archives, Washington und im Johannes-Lepsius-Archiv, Halle.
- Oscar Heizer (cónsul de Estados Unidos en Trebisonda, 1915-1917): dio repetidamente descripciones de la embajada estadounidense en Constantinopla. Las declaraciones de Leslie A. Davis se encuentran en los Archivos Nacionales de Washington y en el Archivo Johannes Lepsius de Halle.
- Karen Jeppe (profesora de danés en Urfa y Alepo, 1903-1935): trabajó en los puestos de socorro de Lepsius como representante de refugiados para la Sociedad de Naciones. Las declaraciones de Karen Jeppe se encuentran entre otras: en la Biblioteca del Congreso, Washington y en el Archivo Johannes Lepsius, Halle.
- Alma Johansson (enfermera sueca en misión en Muş, 1913-1919): cartas e informes de su propia experiencia. Sus declaraciones se encuentran en el Archivo Johannes Lepsius, Halle, los Archivos Nacionales de Estados Unidos y el Archivo Político del Ministerio de Asuntos Exteriores.
- Friedrich Freiherr Kreß von Kressenstein (Comandante del 1.er Cuerpo Expedicionario Turco en 1915): presentó informes periódicos al gobierno alemán, incluso sobre el genocidio. Sus declaraciones se encuentran en el Archivo Político del Ministerio de Asuntos Exteriores, Berlín.
- Jakob Künzler (diácono suizo y socorrista en Urfa, 1915-1917): Su informe como testigo directo del genocidio es la base de su libro En la tierra de sangre y lágrimas: experiencias de Mesopotamia durante la Guerra Mundial 1914-1918. Potsdam 1921. Las declaraciones de Jakob Künzler se encuentran en el Archivo Político del Ministerio de Asuntos Exteriores, Berlín, y en el Archivo Johannes Lepsius, Halle.
- Raphael Lemkin (Investigador sobre genocidio y abogado, creador de la Convención de la ONU contra el genocidio): Sus declaraciones se encuentran en la Biblioteca del Congreso y los Archivos Nacionales, Washington.
- Johannes Lepsius (teólogo protestante y fundador del Deutsch-Armenischen Hilfswerkes): Bericht über die Lage des Armenischen Volkes in der Türkei.  Politischen Archiv des Auswärtigen Amtes, Berlin. Las declaraciones de Johannes Lepsius se encuentran en el Archivo Johannes Lepsius de Halle.
- Wilhelm Litten (cónsul en el Consulado Imperial Alemán en Tabriz 1914-1915, testigo ocular de los asesinatos): registró sus observaciones en notas parecidas a un diario durante el viaje de Bagdad a Alepo. Sus declaraciones se encuentran en el Archivo Político del Ministerio de Asuntos Exteriores de Berlín y en el Archivo Johannes Lepsius de Halle.
- Samuel S. McClure (editor y corresponsal estadounidense): realizó viajes a Constantinopla y Europa y los publicó en el libro político de no ficción Obstacles to Peace en 1917. Las declaraciones de Samuel S. McClure se encuentran en los Archivos Nacionales, Washington.
- Conde Wolff Metternich zur Gracht (embajador imperial alemán en Constantinopla, 1915-1916): entregó informes detallados al Canciller del Reich. Después de sólo diez meses en el cargo, se le ordenó regresar a Berlín bajo la presión de su aliado turco. Las declaraciones del conde Wolff-Metternich se encuentran en el Archivo Político del Ministerio de Asuntos Exteriores, Berlín.
- Johann Mordtmann (Cónsul General Imperial Alemán en Constantinopla, 1915-1918): preparó notas de expediente e informes como Cónsul General. Sus declaraciones se encuentran en el Archivo Político del Ministerio de Asuntos Exteriores, Berlín.
- Henry Morgenthau (Embajador de Estados Unidos en Constantinopla, 1913-1916): sostuvo discusiones personales con Talaat Pasha, hizo presentaciones al gobierno de Estados Unidos, resumió sus observaciones en el libro Ambassador Morgenthau's Story, 1918. Se encuentran las declaraciones de Henry Morgenthau, entre otras en los Archivos Nacionales de Washington y en el Archivo Político del Ministerio de Asuntos Exteriores de Berlín.
- Martin Niepage (profesor de la escuela alemana de Alepo, 1915-1917): envió informes para el gobierno alemán y un informe de testigo presencial para los miembros del Reichstag de Berlín. Sus declaraciones se encuentran en el Archivo Político del Ministerio de Asuntos Exteriores de Berlín y en el Archivo Johannes Lepsius de Halle.
- Hambardzoum Sahakian (sobreviviente del genocidio, nacido en 1908): testificó como testigo ocular en una entrevista. Sus declaraciones se encuentran en el Instituto y Museo del Genocidio Armenio (AGMI), Ereván y en el Archivo Johannes Lepsius, Halle.
- Walter Rößler (cónsul alemán en Alepo, 1914-1918): como cónsul proporcionó informes exactos y detallados e información sin censura. No se le permitió testificar en el juicio por asesinato de Talaat Pasha en 1921. Las declaraciones de Walter Rößler se encuentran en los Archivos Políticos del Ministerio de Asuntos Exteriores, Berlín y en los Archivos Nacionales, Washington.
- Beatrice Rohner (enfermera suiza en Alepo, 1915-1917): como testigo ocular, se expresó en cartas e informes. Sus declaraciones se encuentran en el Archivo Político del Ministerio de Asuntos Exteriores, Berlín, y en el Archivo Johannes Lepsius, Halle.
- Harry Stuermer (corresponsal del Kölnische Zeitung en Turquía, 1915-1917): dio informes al gobierno alemán y utilizó sus artículos como testigo ocular para el libro Dos años de guerra en Constantinopla, bocetos de la moral y la política de los jóvenes turcos alemanes. Sus declaraciones se encuentran en el Archivo Político del Ministerio de Asuntos Exteriores de Berlín y en el Archivo Johannes Lepsius de Halle.
- Armin T. Wegner (Oficial médico alemán en el ejército otomano 1915-1916): tomó fotografías en su calidad de oficial de las tropas médicas y posteriormente dirigió una carta abierta a Adolf Hitler contra la persecución de los judíos. Las declaraciones de Armin T. Wegner se encuentran en el Archivo Político del Ministerio de Asuntos Exteriores, Berlín, y en el Archivo Johannes Lepsius, Halle.